# Venerupis geographica

Rechter klep
Linker klep

Venerupis geographica is een tweekleppigensoort uit de familie van de Veneridae. De wetenschappelijke naam van de soort is voor het eerst geldig gepubliceerd in 1791 door Gmelin.
Rechter en linker klep van hetzelfde exemplaar:

Heldere vorm

Rechter klep
Linker klep

Donkere vorm
- Rechter klep
- Linker klep